# Luise Holthausen

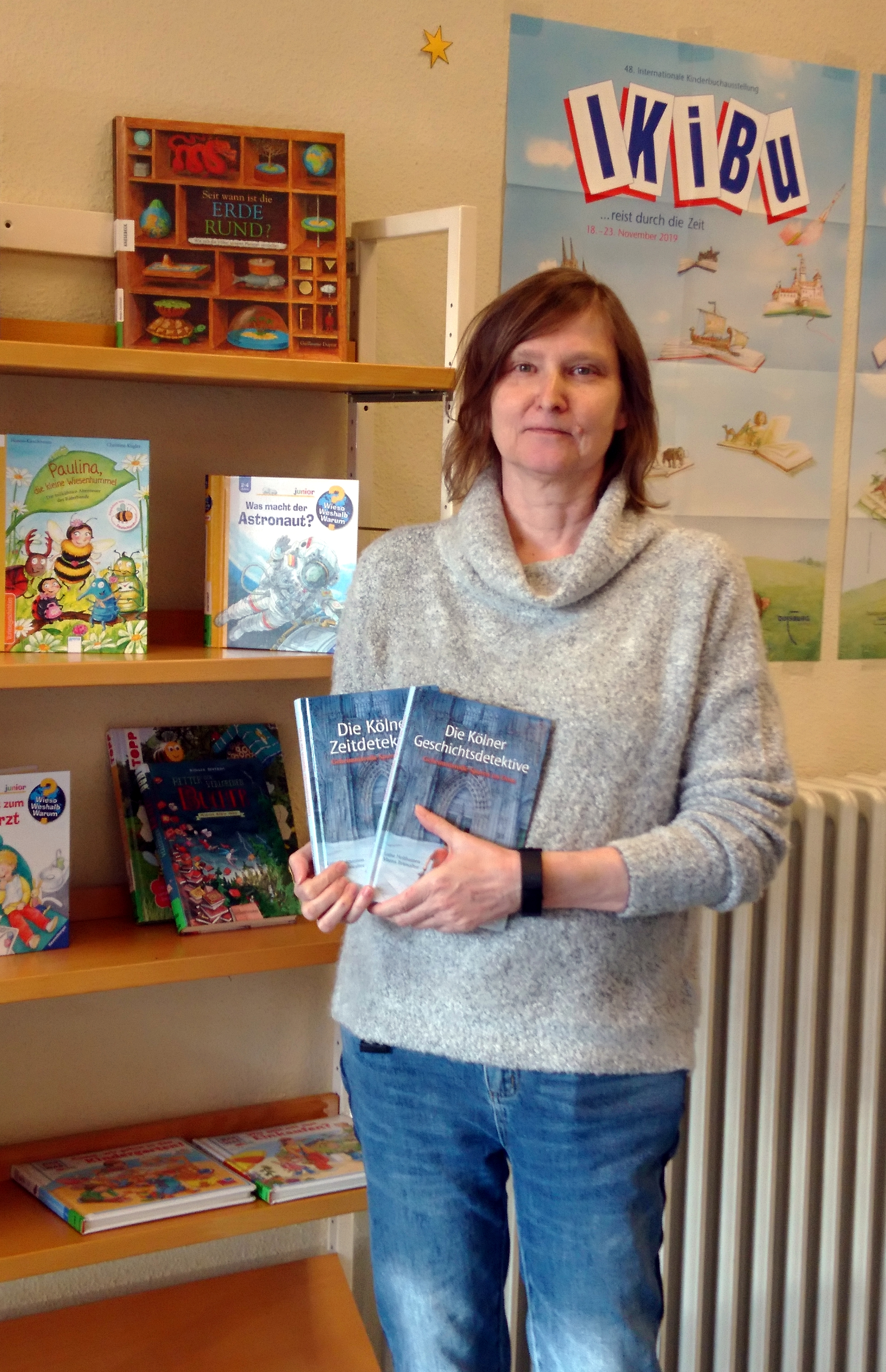
Luise Holthausen (2019) auf der IKiBu in Duisburg

Luise Holthausen (* 1959 in Nürnberg) ist eine deutsche Kinderbuch-Autorin.

## Leben und Wirken
Geboren in Nürnberg und aufgewachsen in Frankfurt am Main, arbeitete Luise Holthausen nach ihrer Ausbildung zunächst als Bankkauffrau in Bochum. Seit 2002 ist sie erfolgreich als freischaffende Autorin im Bereich Kinder- und Jugendliteratur tätig mit derzeit rund 60 eigenen und einer Beteiligung als Co-Autorin an weiteren 70 Publikationen.
Luise Holthausen lebt mittlerweile in Hessen, ist verheiratet und hat zwei erwachsene Söhne.

## Werke (Auswahl)
Aus der Reihe „Duden Leseprofi“
- 2019: Der Schatz im Baggersee
- 2018: Allerbeste Freundin gesucht
- 2018: Geschichten für clevere Mädchen
- 2018: Wirbel auf dem Bauernhof

Kinderkrimireihe Die Kölner Geschichtsdetektive (ursprünglich Kölner Zeitdetektive)
- 2006: Geheimnisvolle Spuren im Dom
- 2007: Der rätselhafte Römerfund
- 2010: Raub im Stadtmuseum

Weitere Publikationen
- 2019: Heute ist dein Tag!
- 2018: Wie Jule einen Zwilling erfand und ihn nicht mehr loswurde
- 2018: Fabelhafte Pony-Geschichten zum Vorlesen
- 2017: Die 10 Gebote

## Ehrungen
2014 erhielt Luise Holthausen für ihr Buch Bärenstarke Anna den Preuschhof-Preis für Kinderliteratur.